# 泉岳寺
35°38′16″N 139°44′11″E / 35.637733°N 139.736275°E

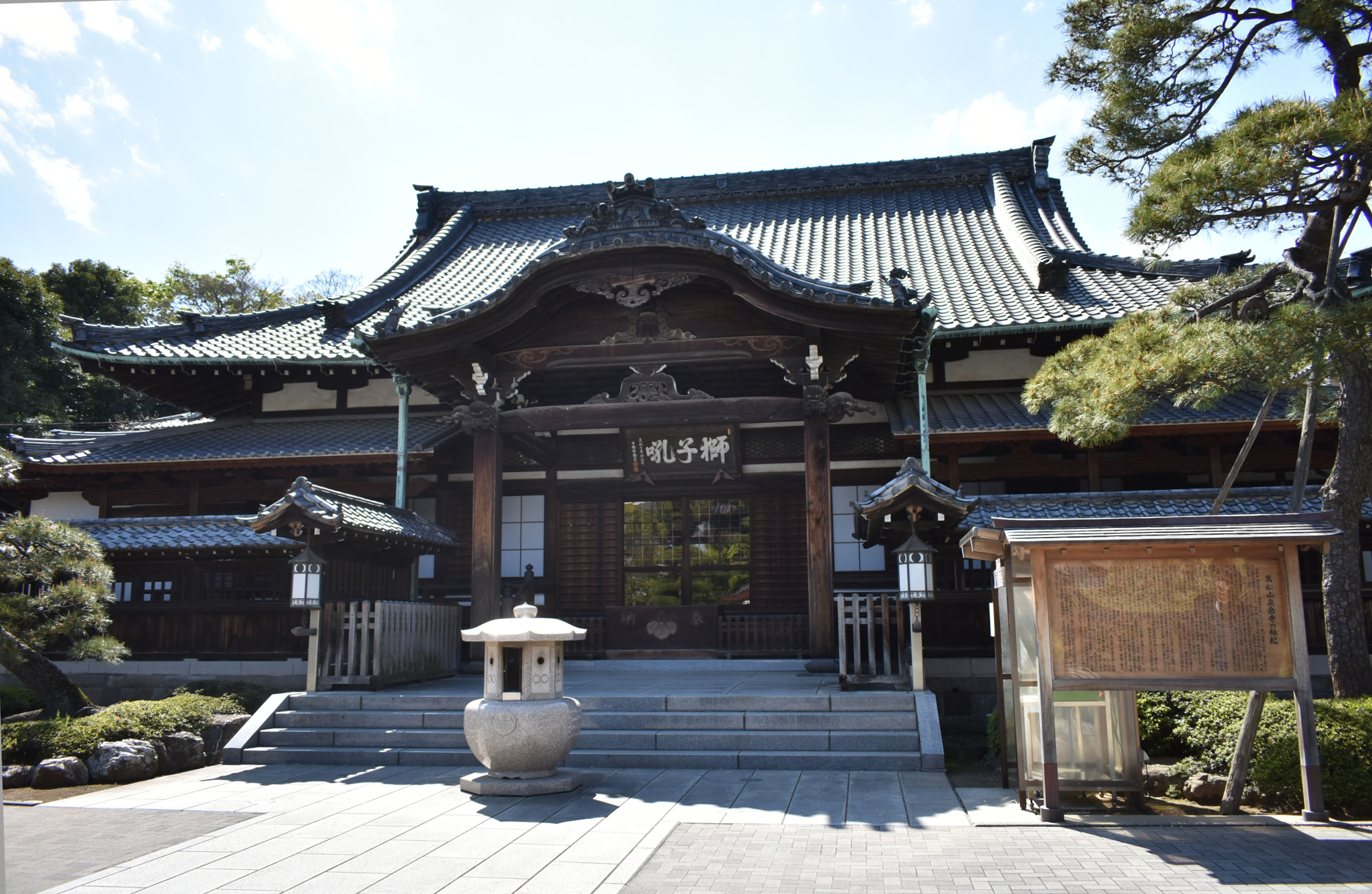
本堂

泉岳寺（日语：／ Sengaku-ji）是日本東京都港區高輪二丁目的曹洞宗寺院，和青松寺、综泉寺并称曹洞宗的江户三个寺。

## 歷史
慶長17年（1612年）德川家康命門庵宗関在外櫻田創建。寬永18年（1641年）毀于寬永大火，德川家光命令毛利家、淺野家、朽木家、丹羽家、水谷家、今川家六位大名在高輪再建。
泉岳寺因爲埋葬淺野内匠頭和赤穗浪士而出名，現在每年都有很多聞名而來的訪客。毎年12月13日和12月14日兩天會舉行義士祭。
義士報仇后，当時住持把義士的遺品賣掉獲取不義之財被世人唾駡，結果急忙歸還遺品。。

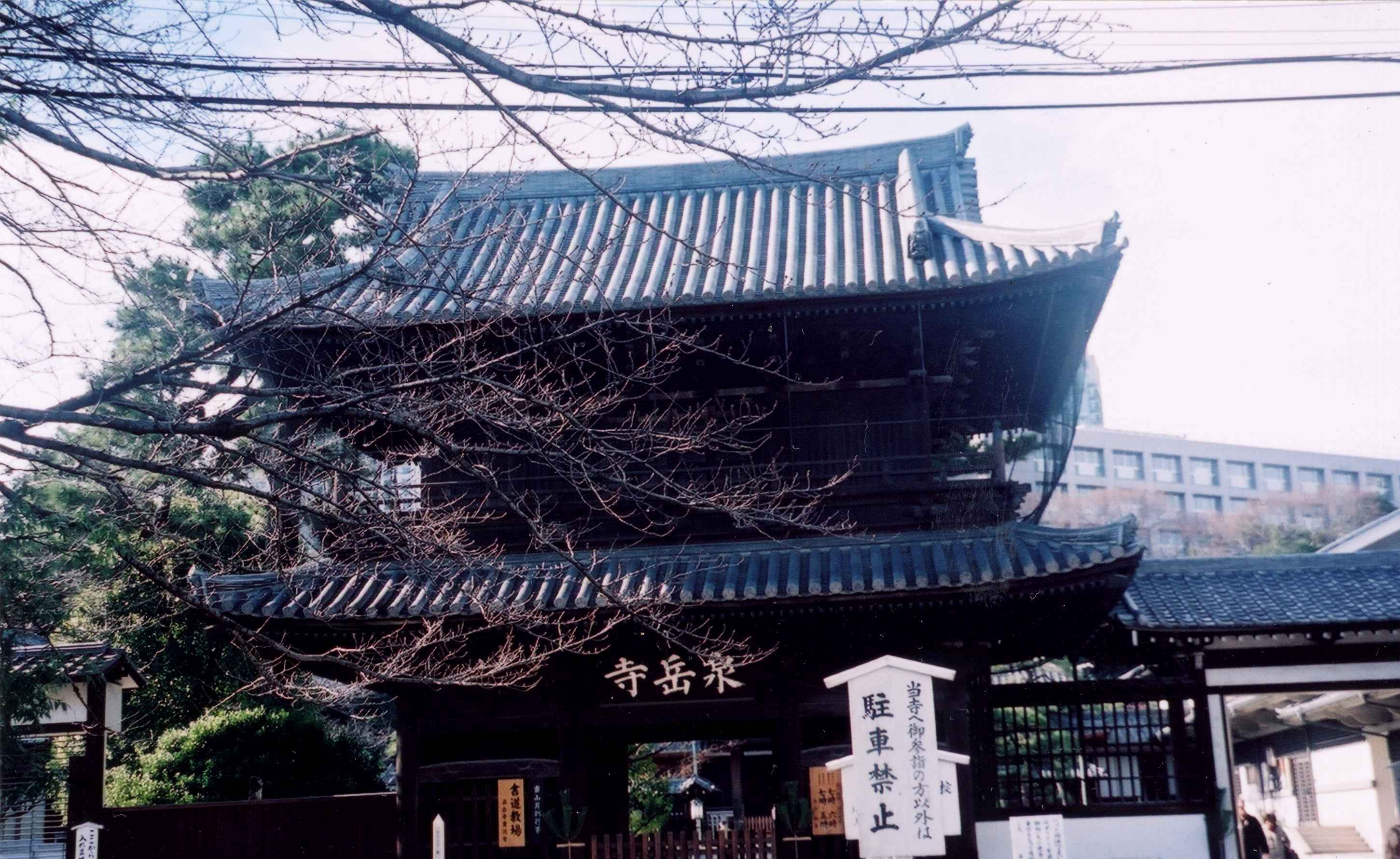
山門

## 佛學院
寺内設有檀林，後來和吉祥寺旃檀林、青松寺的獅子窟学寮合併為駒澤大学，現在還作爲駒澤大学大學的宿舍和僧侶共同生活。

## 交通
- 京濱急行本線、都營地下鐵淺草線 泉岳寺站歩行2分